# Correa reflexa

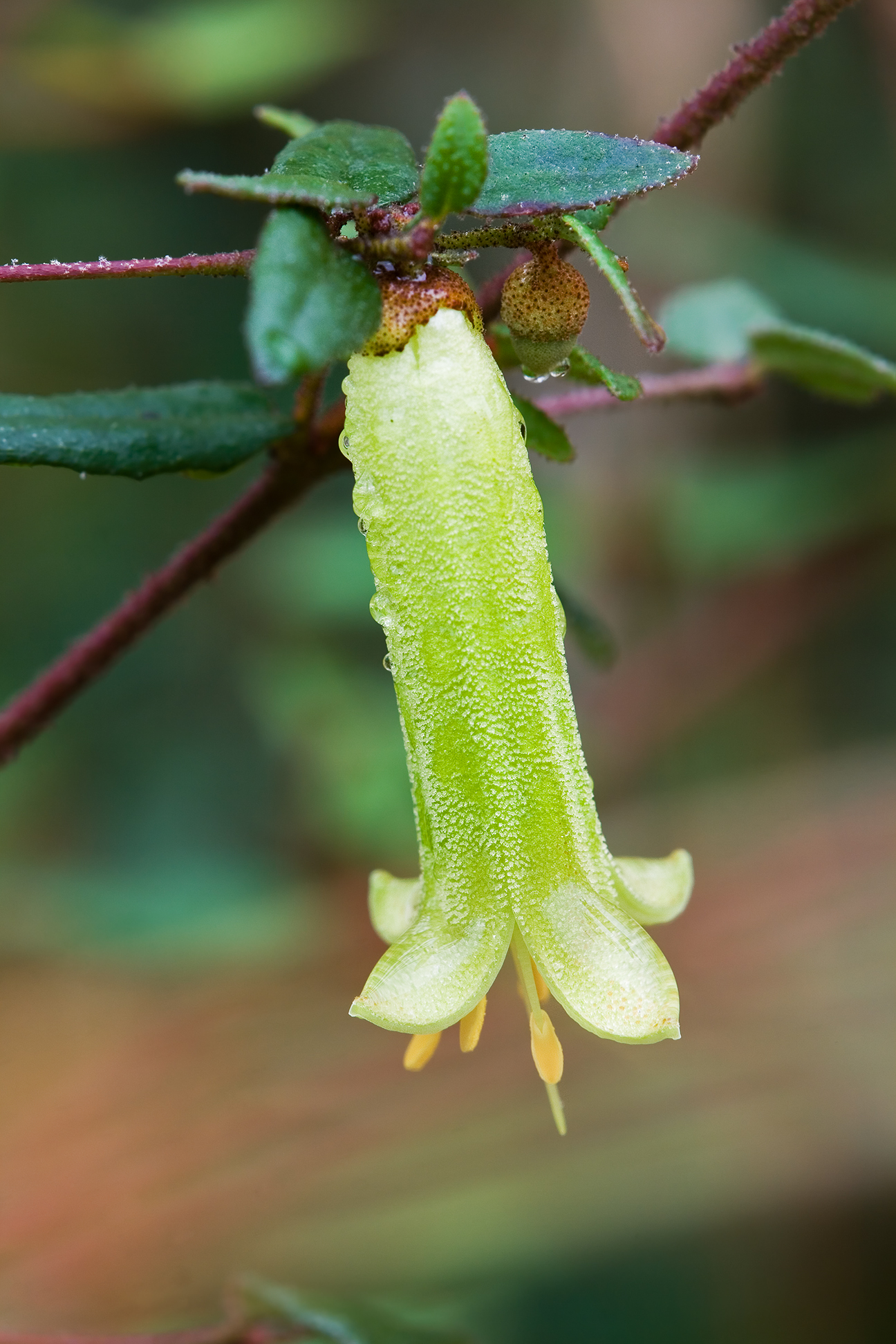
Correa reflexa, forma verde.

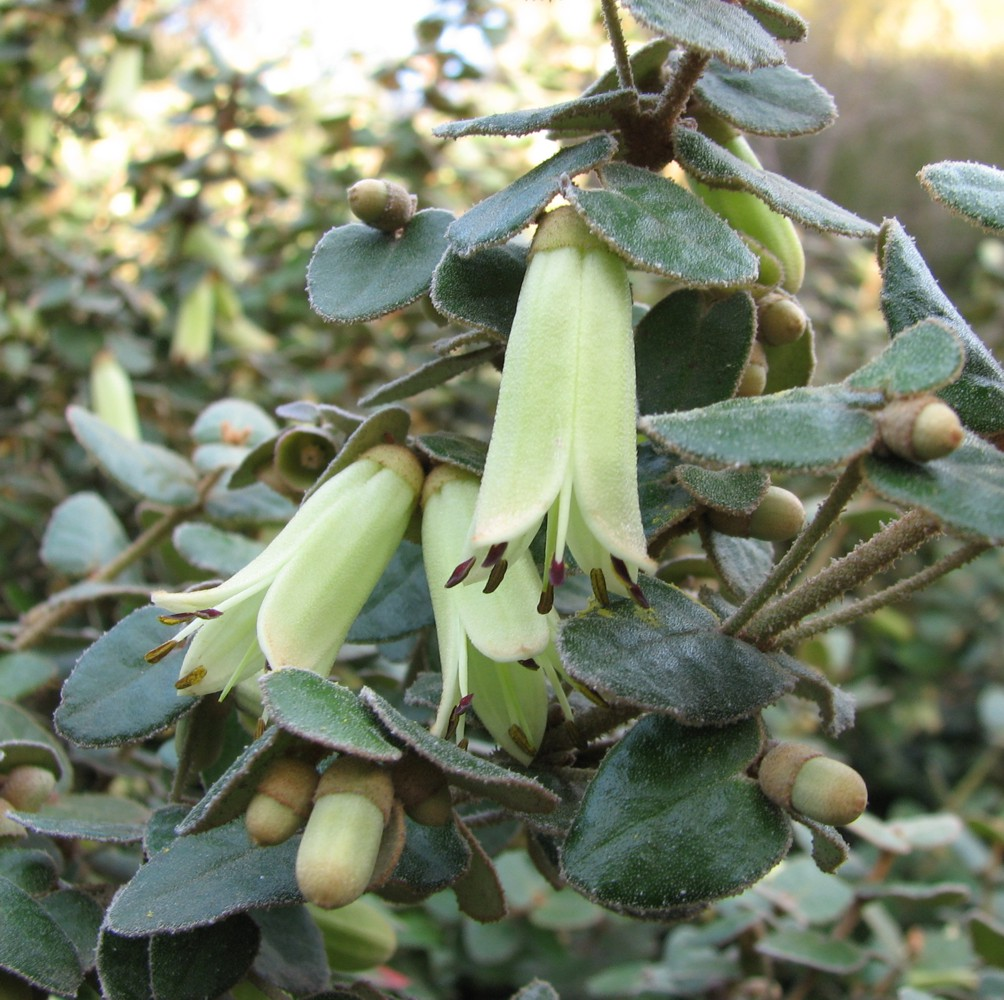
Correa reflexa var. nummulariifolia.

Correa reflexa, comúnmente conocida como Common Correa o Native Fuchsia, es un arbusto endémico de  Australia.
La especie descrita formalmente por vez primera en 1800 por el botánico Jacques Labillardière en la obra Relation du Voyage à la Recherche de la Pérouse basado en el tipo procedente de la Adventure Bay en el sur de Tasmania. Le dio el nombre de Mazeutoxeron reflexum.  La especie fue transferida al género  Correa en 1803 por Étienne Pierre Ventenat en el Jardín de la Malmaison.

## Variedades
- C. reflexa (Labill.) Vent. var. reflexa
- C. reflexa var. angustifolia Paul G.Wilson
- C. reflexa var. coriacea Paul G.Wilson
- C. reflexa var. insularis Paul G.Wilson
- C. reflexa var. lobata Paul G.Wilson
- C. reflexa var. nummulariifolia (Hook.f.) Paul G.Wilson
- C. reflexa var. scabridula Paul G.Wilson
- C. reflexa var. speciosa (Donn ex Andrews) Paul G.Wilson

## Cultivars
- C. reflexa 'Briagalong'
- C. reflexa 'Brisbane Range'
- C. reflexa 'Carpenter Rocks'
- C. reflexa 'Clearview Fairy'
- C. reflexa 'Clearview Large Red'
- C. reflexa 'Crystalline'
- C. reflexa 'Dawn Glow'
- C. reflexa 'Desert Glow'
- C. reflexa 'Dutchembegarra'
- C. reflexa 'Fat Fred'
- C. reflexa 'Icicle'
- C. reflexa 'Kangaroo Island'
- C. reflexa 'Lemon and Lime'
- C. reflexa 'Maroondah Tricolor'
- C. reflexa 'Mary's Choice'
- C. reflexa 'Maryborough'
- C. reflexa 'Mountain Giant'
- C. reflexa 'Clearview Giant'
- C. reflexa 'Mt Richmond Red'
- C. reflexa 'Narrow Neil'
- C. reflexa 'Old Gold'
- C. reflexa 'Portland Dawn Glow'
- C. reflexa 'Portland Peach'
- C. reflexa 'Portland'
- C. reflexa 'S.E. Gippsland'
- C. reflexa 'Squat Queen'
- C. reflexa 'Squat'
- C. reflexa 'Wildfire'
- C. reflexa 'Wilson's Promontory Lime and Gold'
- C. reflexa 'Lemon and Lime'
- C. reflexa 'Yanakie'